# Индустрија мотора Раковица
Индустрија мотора Раковица, познат под именом ИМР, био је српски произвођач моторних возила из Раковице. Фабрика је позната по производњи мотора за авионе и теретна возила, тракторе и теренска возила. ИМР је била једина фабрика мотора у Југославији са програмом развоја сопствених мотора.

## Почеци
ИМР је основан 1927. године под именом Фабрика аеропланских мотора у сарадњи породице Дунђерски и француском фабриком Гном е Рон као фабрика авионских мотора по лиценци поменуте фабрике. Фабрика почиње са израдом авионских мотора Јупитер. Са растом потребе војске за теретним возилима фабрика се национализује 1937. године. ИМР, тада под именом ИМАД (Индустрија аутомобила акционарско друштво) добија лиценцу за производњу камиона Прага и проширује своју делатност на теретна возила.
Након рата, наставља се производња теретних возила Праге и развија се производња аутобуса и камиона сад под именом Пионир. Одлуком савезних власти Југославије, прозиводња се сели у Марибор где се наставља производња Пионира а фабрика се своди на производњу трактора и мотора за камионе. Године 1954. ИМР добија лиценцу Перкинс за тракторске дизел моторе. 
ИМР добија лиценцу Ландини и по којиј почиње производњу под трактора Задругар 50 1959. године и Раковица 60 током 1967. године.
Модел Раковица 76 трактора излази 1979.

## Успон и развој сопствених мотора
Године 1977. почиње истраживање и развој брзоходних мотора,  на челу са инжењером Миланом Кнежевићем. Мотор имена IMR S 54 V са 78 КС и 2450 кубика, представљен 1981. чији прототипови су уграђени у аутобусе марке ТАМ, ИМВ, а мотор је успешно опробан на аутомобилу УАЗ али не долази до договора са совјетским Автоекспортом око давања лиценце. Средином осамдесетих креће у развој новог дизел мотора у турбо варијанти са две изведве имена IMR TS 54. Прва изведба са 95 КС, друга, са међухладњаком, са 100 КС, чији су прототипови били при крају пред увођење санкција. У плану је била израда мотора са 155 КС но друштвена криза и санкције су спречиле овај пројекат.
Наставља се развој мотора и излази дизел мотор ИМР ДМ 32 1984. године, када излази и нов модел трактора Раковица 47.
ИМР се истиче као један од водећи произвођача мотора и Југославији и до осамдесетих остварује успон да би 1986. произвео 57000 мотора и 6000 трактора. Две године касније излази модел трактора Раковица 76 ДВП.
Развој мотора и пословање фабрике улази у застој са међународним санкцијама и економском кризом од чега се фабрика никад није опоравила.

## Теренска возила
Средином осамдесетих година, фабрика креће у развој теренског возила за потребе ЈНА. Развој спроводе на челу са инжењером Јосипом Влаховићем који се вратио у фабрику 1984. године. Влаховић је претходно радио у фабрици Томос где је учествовао у израдњи новог мотоцикла.
Војска је у том периоду требала возило које би користила за санитет, везу, војну полицију и која се добро понаша на захтевним теренским условима. Модел Тара је направљен и у теретној варијанти којим се ИМР вратила производњи камиона након скоро четри деценије.
Возило ИМР 4х4 излази као прототип 1986. и излаже се, заједно са конкурентским возилом марке ИМВ, вишегодишњим тестовима од ЈНА уз примедбе након којих се возило враћа на дораду. У том периоду, ЈНА је тражила ново теренско возило за које конкуришу ИМР и ИМВ. Након корекција, ИМР успева да направи боље возило и 1988. побеђује ИМВ и спрема се за производњу новог теренског возила, сад под именом ИМР Тара, чији је ток прекинут политичким и економским распадом земље.
Возило се успешно показао преко разних препрека, потока, камењара, нагиба и трупаца, заслугом инж. Влаховића, који је пројектовао вешање погонских точкова. 

## Галерија
- ИМР 76 ДВ и ИМР 65.
- Фабрика ИМР (1972)
- Постер ИМР Тара
- Прага камиони у Раковици (1939)